# Летягіно (Челябінська область)
Летягіно (рос. Летягино) — селище, підпорядковане місту Южноуральську Челябінської області Російської Федерації.
Населення становить 151 особу (2017).

## Історія
Згідно із законом від 26 серпня 2004 року органом місцевого самоврядування є Южноуральський міський округ.

## Населення
| 2002 | 2005 | 2006 | 2007 | 2008 | 2009 | 2010 |
| ---- | ---- | ---- | ---- | ---- | ---- | ---- |
| 228  | ↘204 | ↘196 | ↘180 | →180 | ↗199 | ↘153 |
| 2011 | 2012 | 2013 | 2014 | 2015 | 2016 | 2017 |
| ↘151 | ↗154 | ↘151 | ↘147 | ↗157 | ↗163 | ↘151 |